# Coelogyne endertii
Coelogyne endertii är en orkidéart som beskrevs av Johannes Jacobus Smith.
Coelogyne endertii ingår i släktet Coelogyne och familjen orkidéer. Inga underarter finns listade i Catalogue of Life.